# Mahakala

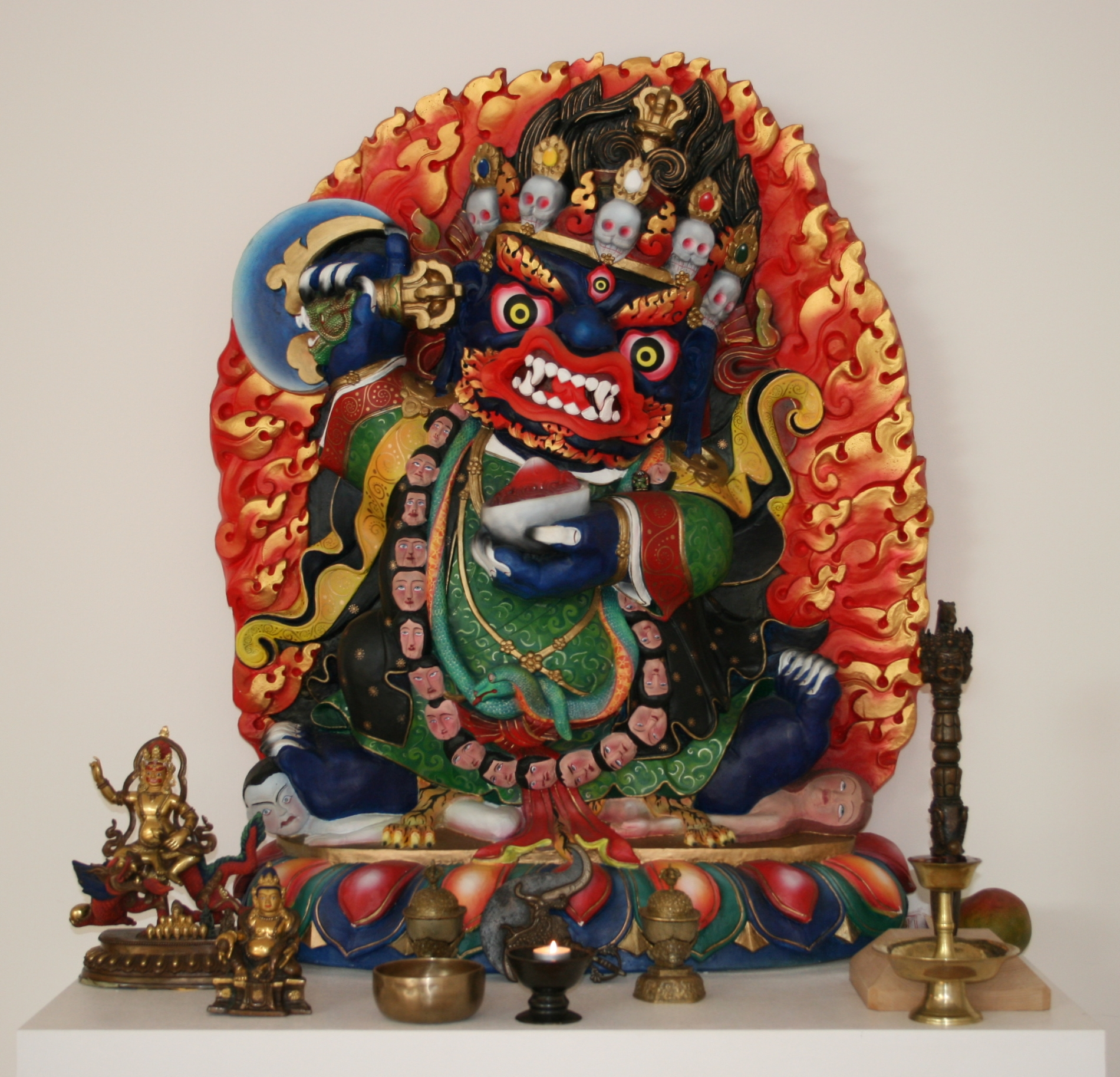
Mahakala Bernagchen

Mahakala (Sanskrit महाकाल mahākāla m., von mahā, „groß“, und kāla, hier „schwarz, dunkelblau“, in anderem Kontext auch „Zeit“, etwa in kālacakra, tibetisch: mgon po nag po, auch Gönpo Nagpo) ist eine buddhistische Gottheit Tibets, der Mongolei und der Mandschurei. Er wird in Japan als Daikoku (大黒) verehrt und gehört dort zu den Shichi Fukujin. Mahakala erscheint als eine sogenannte „zornvolle Gottheit“, nicht untypisch für „Beschützer der buddhistischen Lehre“ (Dharma), auch Dharmapala genannt.
Wie andere Gottheiten des buddhistischen Pantheons wurde Mahakala aus dem Hinduismus übernommen. Dort gilt er als zornvoller Ausdruck von Shiva. Im Buddhismus wird er meist als der zornvoll-kraftvolle Ausdruck des Mitgefühls des Bodhisattvas Avalokiteshvara gesehen (ein Bodhisattva ist ein „Erleuchtungswesen“, das seine Erleuchtung oder genauer die Auslöschung der Ich-Haftigkeit im Nirwana aus Mitgefühl für alle menschlichen Wesen aufschiebt). Mahakala wird häufig zusammen mit seiner Gefährtin Palden Lhamo in insgesamt etwa 75 verschiedenen Erscheinungsformen dargestellt, von denen viele Sinnbilder für unterschiedliche Emotionen sind.

## Entstehungslegende von Mahakala
Für die Meditation wird im tibetischen Buddhismus oft ein Abbild einer Meditationsgottheit (Yidam) in Form eines Thangkas, eines tibetischen Rollbildes, benutzt. Eine solche Yidam-Meditationsgottheit ist Avalokiteshvara (tibetisch Chenresig), der als sehr kraft- und machtvoll gilt. Er ist der Buddha des allumfassenden bedingungslosen Mitgefühls und die Schutzgottheit Tibets.
Auf Thangkas wird Avalokiteshvara oft mit vier, manchmal auch mit sehr vielen Armen und elf Köpfen, dargestellt. Seiner einzigen ihm zugeschriebenen Aufgabe, alle Wesen dabei zu unterstützen, sich vom Leiden zu befreien, wird er zum einen in der sanftmütigen, mitfühlenden Form gerecht. Doch nicht jedem kann mit friedlichen Methoden geholfen werden. In diesem Fall kann Avalokiteshvara, als Ausdruck reinen Mitgefühls, eine zornvolle Gestalt annehmen – die Gestalt des „Großen Schwarzen“.
Die Legende sagt, dass Avalokiteshvara, um der Verwirrung des Geistes entgegenzutreten, sich selbst als zornvollen Mahakala schuf. Er stieß die dunkelblaue Silbe „Hum“ aus und verwandelte sich in diesen dunklen, kraftvollen Beschützer. Dieser dient dem Praktizierenden einzig und allein zur Beseitigung von störenden Einflüssen und dem Schutz vor äußeren, inneren und geheimen Hindernissen auf dem Weg. Seine vier Hauptaktivitäten sind: Bezähmen, Bereichern, Anziehen und Zerstören von Schädlichem. Buddhistischer Vorstellung zufolge bezähmt Mahakala den Geist, bereichert ihn mit Weisheit, zieht gute Bedingungen an und zerstört alles Hinderliche. Und er soll alle ehrlich gemeinten Wünsche erfüllen, die den letztendlichen Wunsch nach Befreiung unterstützen. Die Methoden, die er benutzt, können grob und sehr heftig sein und zeugen von Mahakalas Kompromisslosigkeit, Schnelligkeit und persönliche Opfer fordernder Autorität.

## Ikonografie

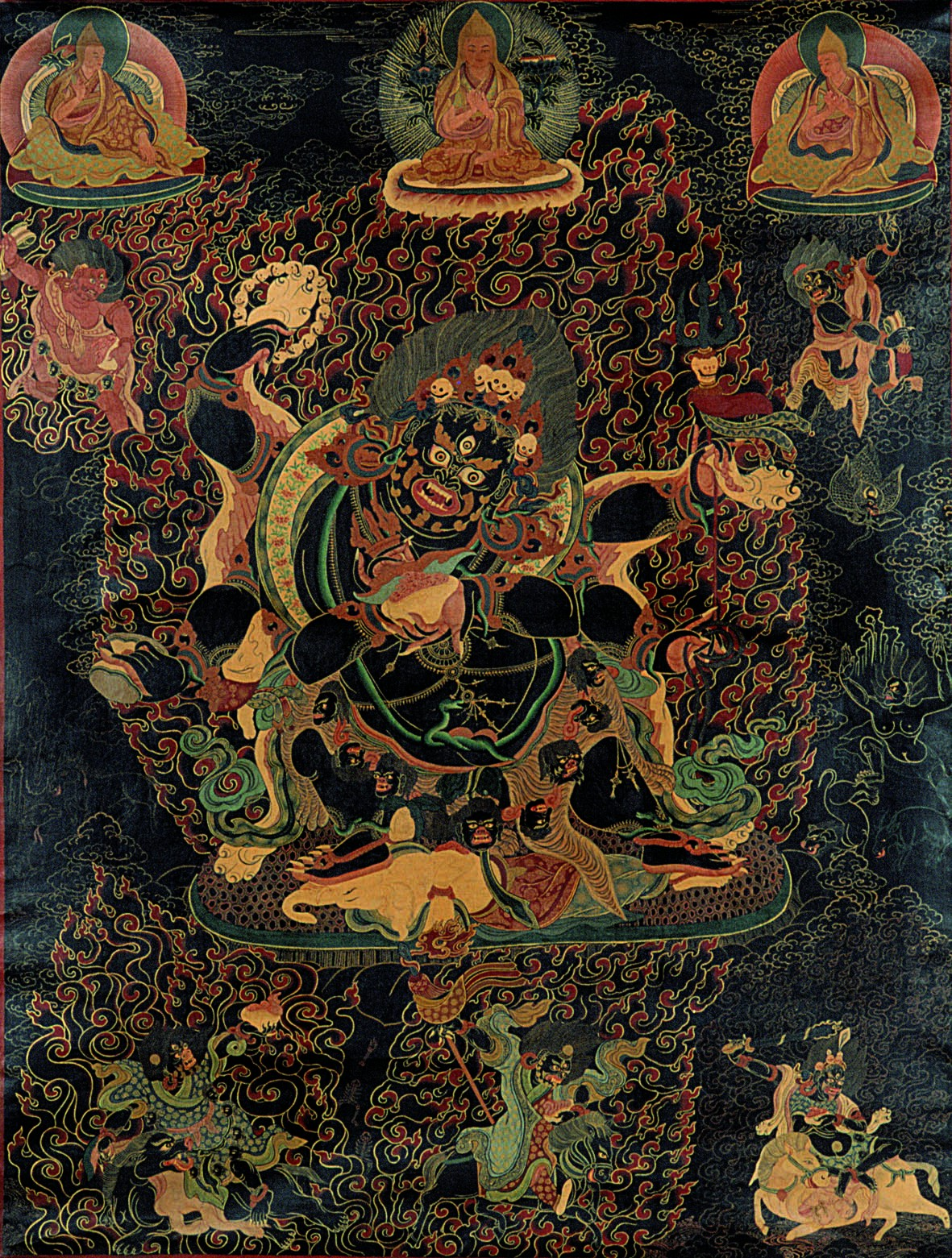
Chag Drugpa (sechsarmiger) Mahakala, Tibet, 17. Jahrhundert

Tod und Zerstörung sind letztlich die Themen auf jedem Thangka (Rollbild) von Mahakala. Doch was wird zerstört? Mahakala geht es in seinem Mitgefühl um die Zerstörung des selbstzerstörerischen Ichs, das an einer Welt der Illusionen anhaftet. Er dient somit radikal und eindeutig der Befreiung aus der Illusion von Ich, der Überwindung des Ichs und seines leidvollen Handelns gegen sich selbst und andere – dem Tod des Ego.
In der Ikonographie der buddhistischen Malerei gibt es bestimmte Formen und Gesichtsausdrücke, an denen man Dämonen erkennen kann. Mahakalas Gesicht trägt genau diese Attribute. Er hat gewöhnlich einen Kopf mit drei heraustretenden Augen (blickend in Vergangenheit, Gegenwart und Zukunft). Seine Augenbrauen sind wie kleine Flammen, und sein Bart besitzt eine haken-ähnliche Form. Er sieht aus wie ein Dämon, ist aber kein Dämon. Er ist als Spiegel des Bösen dazu da, Dämonen abzuschrecken und zu bekämpfen. Die Krone aus fünf Totenköpfen (symbolisch für die fünf Geistesgifte: Gier, Zorn, Unwissenheit, Stolz und Eifersucht, welche er umwandelt) und das dritte Weisheitsauge weisen darauf hin, dass er kein Dämon ist. Mahakalas bis zu 75 Erscheinungsformen können zwei bis zu sechzehn Arme haben. Hauptsächlich der 6-armige Mahakala wird als direkte Erscheinungsform von Avalokiteshvara angesehen, wie er zumeist, aber nicht ausschließlich, in der Gelug-Schulrichtung des Tibetischen Buddhismus verehrt wird.

### Beispiel: Ikonografie von Chag Drugpa, einem sechsarmigen Mahakala
In einer seiner sechs Hände hält er ein Hackmesser und eine Schädelschale gefüllt mit Blut oder Hirnmasse, welche er vor seinem Herzen hält (Symbol für Weisheit und Methode und für das Abschneiden aller falschen Vorstellungen), einer Gebetskette aus Totenköpfen (mit der er unablässig zum Wohle aller Wesen Mantren rezitiert), einer sanduhrförmigen Handtrommel (für den Ton der Leerheit, welcher die Dakinis, die Himmelstänzerinnen anlockt) einer Schlinge (mit der er alle Feinde fesselt, aber auch den Praktizierenden selbst an seine Gelübde bindet) und einen Dreizack (trishula, symbolisch für Buddha, die buddhistische Lehre Dharma und die Gemeinschaft der Praktizierenden Sangha). Der Dreizack und die Sanduhrtrommel Damaru erinnern an die hinduistischen Symbole Shivas, dessen Verkörperung Mahakala im Buddhismus darstellt. Überdies trampelt Mahakala auf einem Elefantenwesen herum, welches für weltliche Orientiertheit, aber auch für den ungezügelten Geist steht.
Alle Symbole des Todes, der Bedrohung und der Zerstörung werden bewusst eingesetzt, um die Menschen, welche sich vor dem Tod fürchten, den wahren Tod zu lehren – den Tod des Ich. Mahakala lässt das kleine Ich erschauern, auf dass es den Kampf gegen seine wahre Natur aufgebe und sich der Einheit allen Seins beugen kann.

## Zuordnung von Manifestationsformen zu den tibetischen Schulen

### Sechsarmige Mahakalas
Die Nyingshuk genannte Form wurde von Khyungpo Naljor, dem Gründer der Shangpa-Kagyü Schule, ins Leben gerufen und verbreitete sich von dort aus in allen großen Schulen: Sakya, Nyingma und Gelug, sowie in den verschiedenen Kagyü-Linien. Es gibt außerdem auf Termas beruhende Übertragungslinien für verschiedene weitere Formen des sechsarmigen Mahakala. Nyinghsuk, obwohl aus der Shangpa-Tradition entsprungen, ist nicht der Hauptschützer der Shangpa-Kagyü Schule. Er wird in einer tanzenden Haltung dargestellt, nicht aufrecht stehend, und ist die Meditationsgottheit einer sehr fortgeschrittenen Mahakala-Praxis.
Es gibt außerdem einen weißen sechsarmigen Mahakala (Sanskrit Shad-bhuja Sita Mahakala, tibetisch mGon po yid bzhin nor bu), der unter mongolischen Gelugpas sehr beliebt ist.

### Vierarmige Mahakalas
Verschiedenste vierarmige Mahakalas (Sanskrit Chatur-bhuja Mahākāla, tibetisch mGon po phyag bzhi pa) sind die Hauptbeschützer der Karma-Kagyü-, Drigung-Kagyü- und der Drugpa-Kagyü-Schulen des tibetischen Buddhismus. Ein vierarmiger Mahakala ist auch in der Nyingma-Schule bekannt, während die Hauptschützerin der Lehren von der Großen Vollendung (Sanskrit Maha-Ati, tibetisch Dzogchen), die einen Grundpfeiler der Nyingma-Lehren darstellen, Ekajati (tibetisch ral chig ma) ist, eine halb-zornige Gottheit.

### Zweiarmige Mahakalas
Der bekannteste zweiarmige Mahakala wird tibetisch Bernagchen („Schwarzer Mantel“) genannt und ist vor allem ein Schützer der Karma-Kagyü-Schule, obwohl er einem Terma der Nyingma-Schule entstammt und von der Karma-Kagyü-Schule erst zur Zeit des zweiten Karmapa Karma Pakshi integriert wurde. In vielen Darstellungen wird er von Rangjung Gyalmo begleitet. Es wird oft angenommen, dass „Schwarzer Mantel“ der Hauptschützer der Kagyü Schule sei, aber er ist tatsächlich der Hauptschützer speziell der Karmapas und der Mahamudra-Lehre (tibetisch Tschag-Chen, „Großes Siegel“). Mahakala Chakshipa, ein vierarmiger Mahakala, ist genau genommen der Hauptschützer der Schule. Chakdrupa, ein sechsarmiger Mahakala, ist ebenfalls in der Kagyü Schule sehr gebräuchlich.
Panjaranatha Mahakala, „Herr des Diamantenen Zeltes“, mit dem Schlagbalken gandi als Erkennungs-Attribut, ist eine Emanation von Manjushri und ein spezieller Schützer der Sakya-Schule.

## Shivaismus
Im Hinduismus ist Mahakala ein Name von Shiva, der z. B. im Shiva-Tempel in Ujjain von Kālidāsa mehrfach erwähnt wird. Er ist aber auch der Name eines seiner Hauptwächter (Sanskrit: gaṇa) zusammen mit dem Bullen Nandi und wird so in vielen nordindischen Tempeln dargestellt. Seine Shakti ist Mahakali. Eine andere Form von Mahakala ist Kala-Mahakala, der bei der Auflösung des Universums tätig ist.